# SN 2003gn
SN 2003gn – supernowa typu Ia odkryta 22 lipca 2003 roku w galaktyce CGCG452-024. W momencie odkrycia miała maksymalną jasność 18,40m.